# American Woman (serie de televisión)
American Woman es una serie de televisión estadounidense de comedia inspirada en la infancia de la actriz Kyle Richards, Se estrenó en Paramount Network el 7 de junio de 2018. La serie está protagonizada por Alicia Silverstone, Mena Suvari, Jennifer Bartels, Makenna James y Lia McHughand. El 5 de septiembre de 2018 se anunció que la serie había sido cancelada después de una temporada.

## Sinopsis
Bonnie es una madre poco convencional que lucha por criar a sus dos hijas después de dejar a su marido en medio del surgimiento del feminismo de la segunda ola en los 70s. Con la ayuda de sus dos mejores amigas, Kathleen y Diana, descubren su propia marca de independencia en un mundo glamoroso y en constante cambio reacio a dársela.

## Elenco y personajes

### Principales
- Alicia Silverstone como Bonnie Nolan.
- Mena Suvari como Kathleen.
- Jennifer Bartels como Diana.
- Makenna James como Becca Nolan.
- Lia McHugh como Jessica Nolan.

### Recurrentes
- James Tupper como Steve Nolan.
- Cheyenne Jackson como Greg.
- Sam Morgan como Adam.
- Diandra Lyle como Louise.
- Tobias Jelinek como el Sr. Bishop
- Patrick Bristow como Randall.
- Jonathan Chase como Alan.
- Christine Estabrook como Peggy.

## Episodios
| N.º | Título                       | Dirigido por      | Escrito por                        | Fecha de emisión original | Código de prod.       | Audiencia (millones) |
| --- | ---------------------------- | ----------------- | ---------------------------------- | ------------------------- | --------------------- | -------------------- |
| 1   | «Liberation»                 | Alex Hardcastle   | John Riggi                         | 7 de junio de 2018        | U11.10047             | 0.595                |
| 2   | «Changes and The New Normal» | Iain B. MacDonald | John Riggi & Becky Hartman Edwards | 14 de junio de 2018       | U13.12702 / U13.12703 | 0.357                |
| 3   | «The Party»                  | Alex Hardcastle   | John Riggi                         | 21 de junio de 2018       | U13.12704             | 0.381                |
| 4   | «The Cost of Living»         | Joanna Kerns      | Mike Herro & David Strauss         | 28 de junio de 2018       | U13.12705             | 0.338                |
| 5   | «Adam»                       | Alex Hardcastle   | John Riggi & Jen Braeden           | 12 de julio de 2018       | U13.12706             | 0.322                |
| 6   | «The Heat Wave»              | Liza Johnson      | Jen Braeden                        | 19 de julio de 2018       | U13.12707             | 0.347                |
| 7   | «The Agreement»              | Mary Lou Belli    | Hilary Helding & Thomas Reyes      | 26 de julio de 2018       | U13.12707             | 0.297                |
| 8   | «Jack»                       | Alethea Jones     | Lauren Caltagirone                 | 2 de agosto de 2018       | U13.12709             | 0.388                |
| 9   | «The Breakthrough»           | Alex Hardcastle   | John Riggi & Lauren Caltagirone    | 9 de agosto de 2018       | U13.12710             | 0.322                |
| 10  | «Obstacles and Assets»       | Alex Hardcastle   | Mike Herro & David Strauss         | 16 de agosto de 2018      | U13.12711             | 0.332                |
| 11  | «I Will Survive»             | Alex Hardcastle   | John Riggi                         | 23 de agosto de 2018      | U13.12712             | 0.326                |

## Producción

### Desarrollo
El 2 de junio de 2015, se anunció que TV Land estaba desarrollando un piloto de televisión basado en la vida de la estrella de Real Housewives of Beverly Hills Kyle Richards. El piloto iba a ser producido por John Wells Productions en asociación con Warner Horizon Television. Los productores ejecutivos incluyeron a John Wells y John Riggi, quienes escribieron el guion del piloto.
En noviembre de 2016, American Woman recibió la orden de TV Land para una primera temporada que consta de 12 episodios, pero sin establecerse una fecha de estreno. En marzo de 2017, se reveló que la serie había sido cambiada de TV Land a Paramount Network. El 14 de agosto de 2017, se anunció que John Riggi había abandonado la serie citando diferencias creativas y fue reemplazado por John Wells.
Se anunció en la gira anual de prensa de Television Critics Association que la serie se estrenará el 7 de junio de 2018. El 5 de septiembre de 2018, se anunció que la serie ha sido cancelado después de una temporada.

### Casting
En julio de 2016, se anunció que Alicia Silverstone había sido elegida para formar parte del elenco principal de la serie. El 11 de agosto de 2016, Mena Suvari se unió al piloto en otro papel principal. Más tarde ese mes, se informó que Cheyenne Jackson y Jennifer Bartels también se habían unido al elenco. En mayo de 2017, Diandra Lyle fue elegida como Louise, un papel recurrente. El 13 de junio de 2017, se anunció que Sam Morgan se había unido al reparto en una capacidad recurrente.

### Filmación
El rodaje de la primera temporada de la serie comenzó en abril de 2017 en Los Ángeles, California.

### Marketing
El 27 de marzo de 2018, Starz lanzó seis imágenes del "primer vistazo" de la serie. El 3 de mayo de 2018, se lanzó el primer tráiler oficial de la serie.

## Lanzamiento
En abril de 2018, la serie tuvo su estreno mundial oficial durante el Festival Series Mania en Lille, Francia en el que se proyectarán los tres primeros episodios de la primera temporada, en el que competirá contra otros nueve programas de televisión internacionales. El 7 de junio de 2018, la serie se proyectó en el ATX Television Festival en Austin, Texas.

## Recepción
La serie ha recibido una recepción mixta de los críticos desde su estreno. En Rotten Tomatoes, la serie tiene una calificación de aprobación del 40% con una promedio de 5.45 sobre 10 basada en 15 reseñas. El consenso crítico del sitio web dice, «Los estereotipos y la ambigüedad oscurecen las intenciones bien intencionadas de American Woman, aunque el período nostálgico es agradable». Metacritic, que usa un promedio ponderado, asignó a la serie un puntaje de 48 sobre 100 basado en 10 críticas, lo que indica «reseñas mixtas».